# Josef Mečl
Josef Mečl (15. listopadu 1940 Nové Ouholice – 2. prosince 2014) byl český právník, vysokoškolský pedagog a politik, za normalizace poslanec České národní rady za KSČ, po sametové revoluci československý poslanec Sněmovny národů a Sněmovny lidu Federálního shromáždění za KSČM, v 90. letech předseda Strany demokratické levice.

## Biografie

### Před rokem 1989
Po maturitě, kterou v roce 1957 složil na Dvořákově gymnáziu v Kralupech nad Vltavou, šel studovat Právnickou fakultu UK, kde roku 1962 promoval a následně zde působil až do roku 1990, postupně jako asistent, odborný asistent, docent a profesor, od roku 1980 byl po dvě funkční období děkanem fakulty. V roce 1973 byl jmenován ředitelem Ústavu státní správy při československém Úřadu předsednictva vlády.
Ve volbách roku 1981 byl zvolen do České národní rady. Mandát v ní obhájil ve volbách roku 1986. Zasedal zde až do roku 1990. Netýkal se ho proces kooptací do ČNR po sametové revoluci. V ČNR působil jako předseda ústavně-právního výboru a byl členem komise, která připravovala novou ústavu, přičemž odpovídal za část upravující občanská práva.

### Po roce 1989
Vrchol jeho politické kariéry nastal po sametové revoluci. Ve volbách roku 1990 zasedl do české části Sněmovny národů Federálního shromáždění (volební obvod Středočeský kraj) za KSČ (KSČS), která v té době byla volným svazkem obou republikových komunistických stran. Po jejím postupném rozvolňování se rozpadla na samostatnou stranu na Slovensku a v českých zemích. V roce 1991 proto Mečl přešel do poslaneckého klubu KSČM. Ve volbách roku 1992 přešel do Sněmovny lidu, kam byl zvolen za KSČM, respektive za koalici Levý blok, do níž KSČM přistoupila. Ve Federálním shromáždění setrval do zániku Československa v prosinci 1992. V roce 1991 neúspěšně kandidoval do Ústavního soudu ČSFR.
V KSČM působil jako člen výkonného výboru, kde byl ale jako reformista kritizován Byl rovněž místopředsedou KSČM a předsedou poslaneckého klubu levicových poslanců KSČM ve Federálním shromáždění v letech 1991–1992.
Zvrat v jeho politické kariéře představoval 3. sjezd KSČM v červnu 1993. Ve straně tehdy převládl konzervativnější proud a došlo k rozsáhlému odchodu reformně orientovaných komunistů do jiných levicových subjektů. Po 3. sjezdu KSČM odešel ze strany i Mečl. Krátce poté byl v říjnu 1993 na ustavujícím sjezdu Strany demokratické levice zvolen jejím prvním předsedou a v roce 1995 ve funkci potvrzen.
V senátních volbách v roce 1996 za stranu kandidoval v Mělníku, zvolen však nebyl. V roce 1997 strana zanikla.
V 90. letech působil jako advokát, byl např. jedním z obhájců Vratislava Kutala, obviněného v aféře s lehkými topnými oleji. Byl rektorem Vysoké školy Karlovy Vary a vedoucí Katedry teorie práva a právní historie na této vysoké škole.